# Ján Kollár
Ján Kollár (Mošovce, 29 luglio 1793 – Vienna, 24 gennaio 1852) è stato uno scrittore, archeologo, scienziato, politico slovacco.
Fu il principale ideologo del panslavismo.

## Biografia
Studiò al liceo luterano di Presburgo, oggi Bratislava. Successivamente fu studente di teologia all'Università di Jena in Germania e prese parte alla festa della Wartburg il 18 ottobre 1817, in cui il professor Oken rivolse un discorso pangermanista. Da questa dottrina Ján Kollár prenderà le mosse per sviluppare una concezione panslavistica, enunciata nel 1836 nell'opera O literní vzájemnosti mezi rozličnými kmeny a nářečími slovanského národu (Sulla reciprocità letteraria dei diversi ceppi e dialetti della nazione slava) in questi termini:
A Weimar incontrò Goethe, che si interessò alle canzoni popolari slovacche e gli chiese di procurargliene.
Divenne pastore luterano a Budapest, e dal 1849 fu professore di antichità slave all'Università di Vienna e più volte consigliere del governo austriaco per questioni circa gli slovacchi. Aderì al movimento nazionale slovacco nella sua prima fase.
Elaborò il concetto di reciprocità fra i popoli slavi. Considerò quattro lingue internazionali: il russo, il polacco, il ceco-slovacco e il serbo-croato. Riguardo allo slovacco, considerò come tale le parlate della Slovacchia centrale: Turiec, Liptov, Orava, Trenčín, Nitra e Zvolen, tuttavia caldeggiò l'uso del ceco per ragioni politiche.
Un museo a lui dedicato (aperto nel 1974) a Mošovce è ospitato in quello che era il suo granaio, l'unica parte della casa costruita in muratura (il resto della sua casa natale era in legno e fu distrutto in un incendio il 16 agosto 1863).

## Opere
- Slávy Dcera (La figlia di Sláva), collezione di due cicli di 37 e 39 sonetti

In quest'opera elaborò il concetto di reciprocità slava. Espresse i suoi sentimenti a una donna, ma questo amore si trasforma in amor di patria.
È divisa in 5 capitoli e una prefazione.
Prefazione

L'autore esprime il suo timore che gli Slovacchi possano sparire dall'Europa come altri popoli slavi del passato. Chiede agli Slovacchi di cercare aiuto dai russi.
1. Sála

Questa parte contiene sonetti d'amore. Glorifica la sua amata e la rende un idolo delle donne slovacche. La ragazza è Mína, la figlia della dea Sláva.
2. Labe, Rén, Vltava

In questo capitolo l'autore ci conduce verso i luoghi abitati nel passato dai popoli slavi. È deluso perché queste regioni appartengono ora a paesi stranieri.
3. Dunaj

L'autore arriva in Slovacchia. Deve constatare la povertà della regione. È molto deluso e brama di morire.
4. Léthé
5. Acheron

Mína, la figlia della dea Sláva (l'amata dell'autore), si trasforma in una fata e conduce l'autore nel paradiso e nell'inferno degli Slovacchi.
Oltre a opere di poesia scrisse anche trattati teorici.
- Rozpravy o jmenách, počátkách i starožitnostech národu slavského a jeho kmenů (Dissertazione sui nomi, le origini delle nazioni slave e loro antichità), 1830
- O literní vzájemnosti mezi rozličnými kmeny a nářečími slovanského národu (Sulla reciprocità letteraria fra le tribù slave e i loro dialetti). 1836
- Über die literarische Wechselseitigkeit zwischen den verschiedenen Stammen und Mundarten der slawischen Nation, 1837 - traduzione in tedesco dell'opera precedente
- Nedělní, svátečné a příležitostné kázně a řeči (Sermoni e discorsi domenicali, festivi e d'occasione), 1831-1844

Pubblicò anche una raccolta in due volumi di canzoni popolari sotto il titolo Narodnie zpievanky (1834-1835), che è la prima raccolta di poesia popolare slovacca.

## Galleria d'immagini

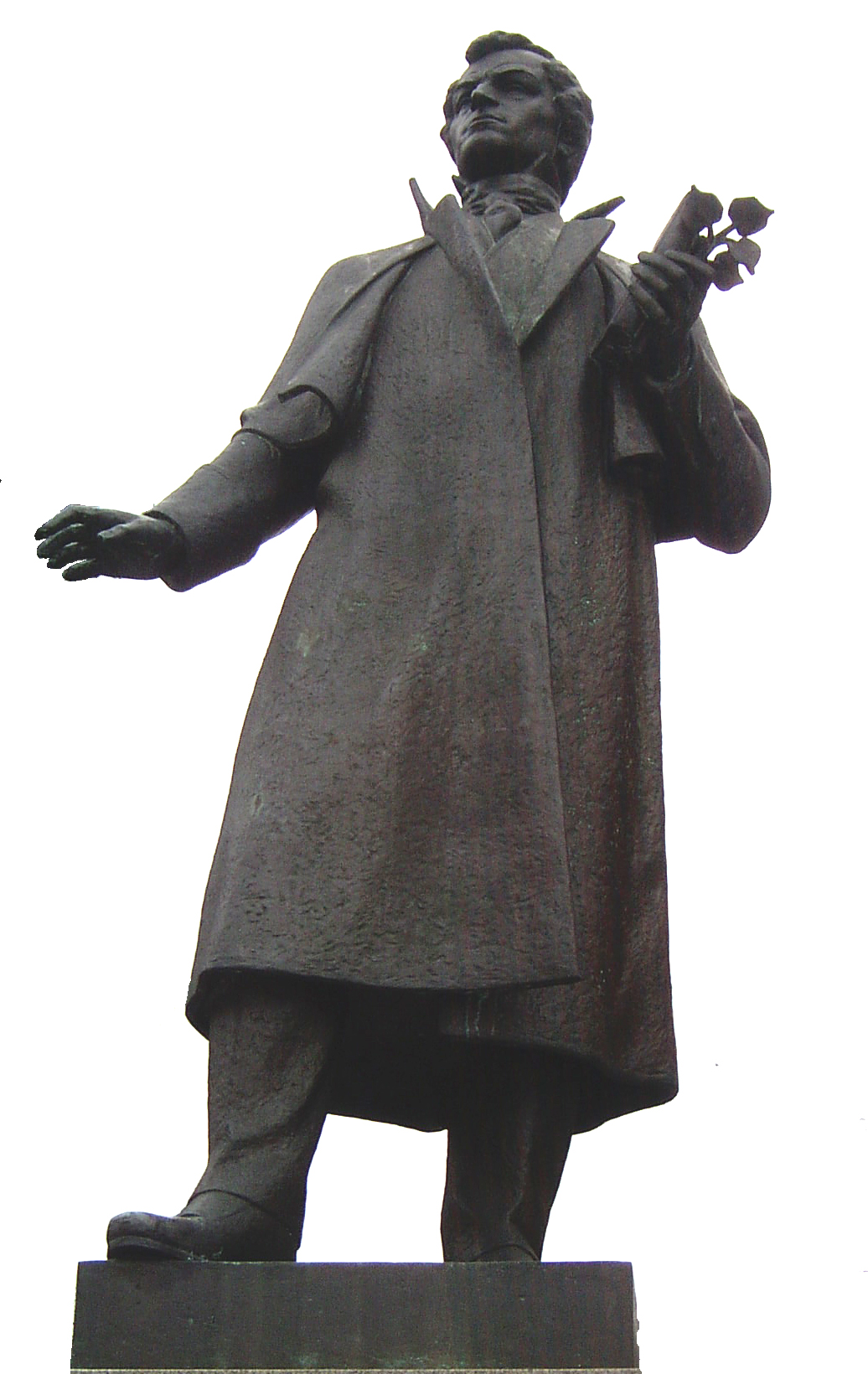
Statua di Ján Kollár a Mošovce
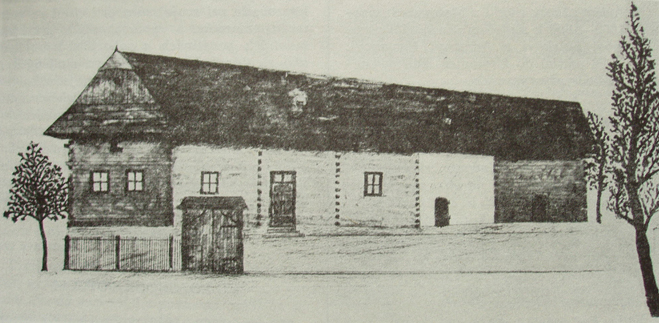
Casa natale di Ján Kollár a Mošovce
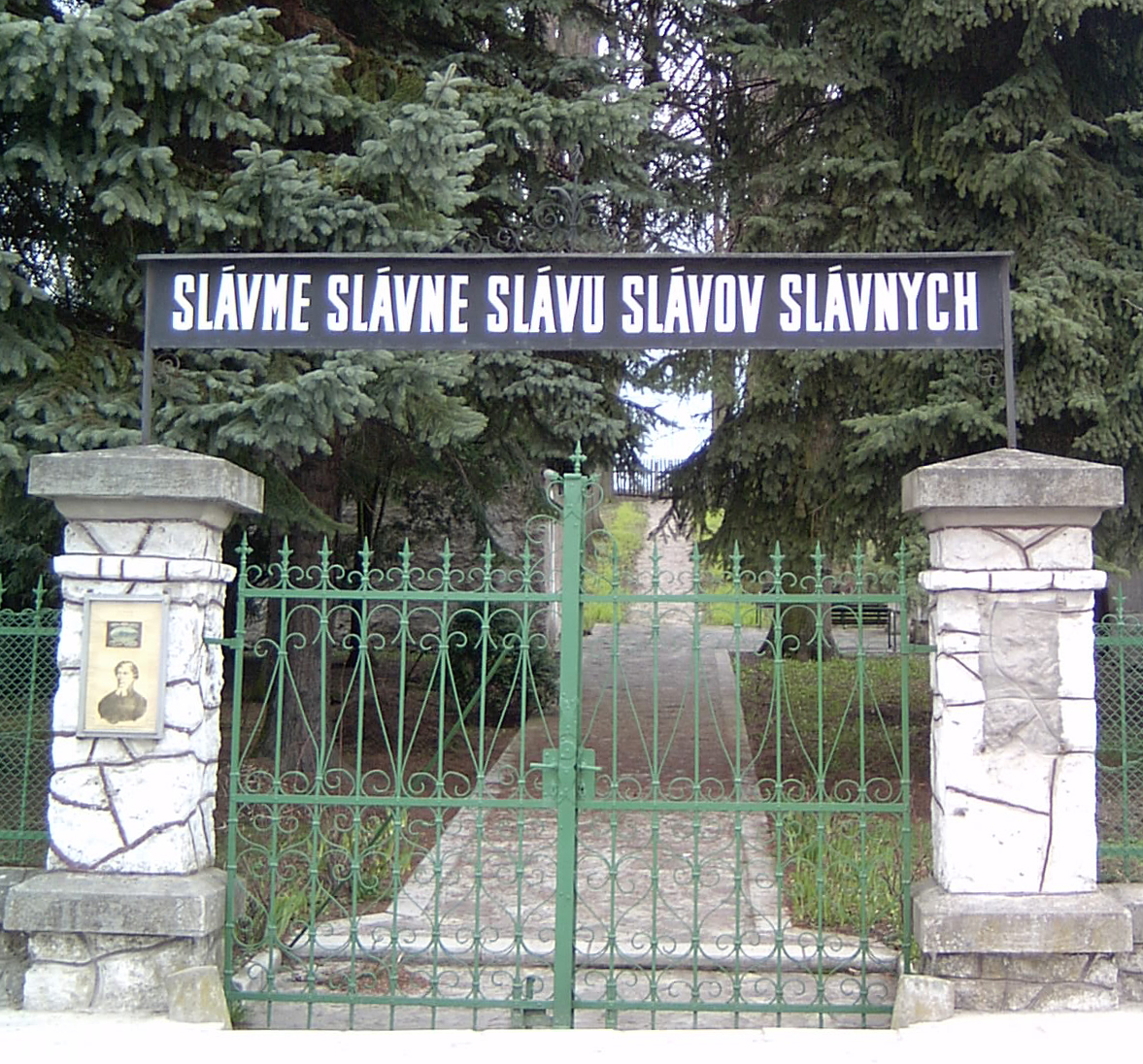
Motto
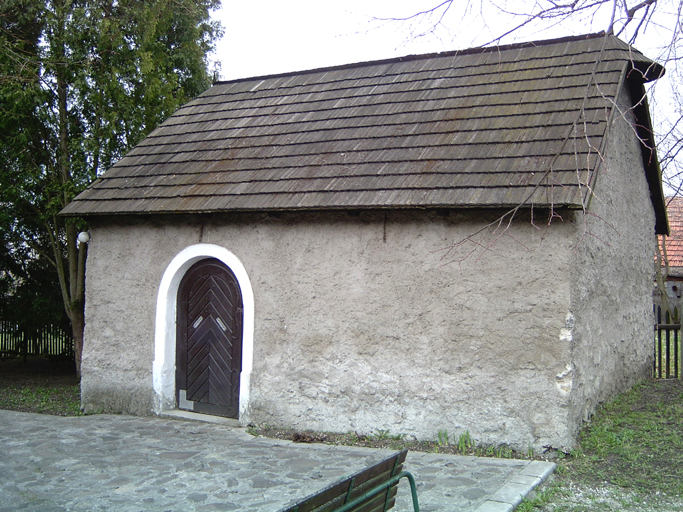
Museo di Ján Kollár a Mošovce